# Grand Prix Formule 1 van Canada 2007
De Grand Prix Formule 1 van Canada 2007 werd gehouden op 10 juni 2007 op het Circuit Gilles Villeneuve in Montreal.

## Uitslag
| Positie | Nummer | Rijder               | Team                 | Ronden | Tijd/Opgave       | Startplaats | Punten |
| ------- | ------ | -------------------- | -------------------- | ------ | ----------------- | ----------- | ------ |
| 1       | 2      | Lewis Hamilton       | McLaren - Mercedes   | 70     | 1:44:11.292       | 1           | 10     |
| 2       | 9      | Nick Heidfeld        | BMW Sauber           | 70     | +4.343            | 3           | 8      |
| 3       | 17     | Alexander Wurz       | Williams - Toyota    | 70     | +5.325            | 19          | 6      |
| 4       | 4      | Heikki Kovalainen    | Renault              | 70     | +6.729            | 22          | 5      |
| 5       | 6      | Kimi Räikkönen       | Scuderia Ferrari     | 70     | +13.007           | 4           | 4      |
| 6       | 22     | Takuma Sato          | Super Aguri - Honda  | 70     | +16.698           | 11          | 3      |
| 7       | 1      | Fernando Alonso      | McLaren - Mercedes   | 70     | +21.936           | 2           | 2      |
| 8       | 11     | Ralf Schumacher      | Toyota               | 70     | +22.888           | 18          | 1      |
| 9       | 15     | Mark Webber          | Red Bull - Renault   | 70     | +22.960           | 6           |        |
| 10      | 16     | Nico Rosberg         | Williams - Toyota    | 70     | +23.984           | 7           |        |
| 11      | 23     | Anthony Davidson     | Super Aguri - Honda  | 70     | +24.318           | 17          |        |
| 12      | 8      | Rubens Barrichello   | Honda                | 70     | +30.439           | 13          |        |
| Ret     | 12     | Jarno Trulli         | Toyota               | 58     | Ongeluk           | 10          |        |
| Ret     | 18     | Vitantonio Liuzzi    | Toro Rosso - Ferrari | 54     | Ongeluk           | 12          |        |
| Ret     | 21     | Christijan Albers    | Spyker - Ferrari     | 47     | Voorvleugel       | 21          |        |
| Ret     | 14     | David Coulthard      | Red Bull - Renault   | 36     | Versnellingsbak   | 14          |        |
| Ret     | 10     | Robert Kubica        | BMW Sauber           | 26     | Ongeluk           | 8           |        |
| Ret     | 20     | Adrian Sutil         | Spyker               | 21     | Ongeluk           | 20          |        |
| Ret     | 19     | Scott Speed          | Toro Rosso - Ferrari | 8      | Ongeluk           | 16          |        |
| Ret     | 7      | Jenson Button        | Honda                | 0      | Versnellingsbak   | 15          |        |
| DSQ     | 5      | Felipe Massa         | Scuderia Ferrari     | 51     | Gediskwalificeerd | 5           |        |
| DSQ     | 3      | Giancarlo Fisichella | Renault              | 51     | Gediskwalificeerd | 9           |        |

## Wetenswaardigheden
- Laatste podium: Alexander Wurz.
- Laatste punten: Super Aguri F1.
- Rondeleiders: Lewis Hamilton 67 (1-21; 25-70) en Felipe Massa 3 (22-24).
- Robert Kubica maakte een ernstig ongeluk mee en moest de volgende race missen.
- Dit was de eerste keer dat een 'rookie' een Grand Prix won sinds Juan Pablo Montoya in de Grand Prix van Italië 2001 voor Williams.
- Heikki Kovalainen kreeg 10 plaatsen straf vanwege een motorwissel.
- Christijan Albers startte uit de pitstraat.
- In de Verenigde Staten werd deze race uitgezonden door FOX.
- Felipe Massa en Giancarlo Fisichella werden gediskwalificeerd omdat zij het rode licht aan het eind van de pitstraat negeerden.
- Anthony Davidson lag derde toen hij een bever aanreed,  hierdoor raakte zijn voorvleugel beschadigd en moest hij deze laten vervangen in de pits.

## Standen na de Grand Prix

### Coureurs
| Positie | Nummer | Rijder          | Team             | Punten |
| ------- | ------ | --------------- | ---------------- | ------ |
| 1       | 2      | Lewis Hamilton  | McLaren          | 48     |
| 2       | 1      | Fernando Alonso | McLaren          | 40     |
| 3       | 5      | Felipe Massa    | Scuderia Ferrari | 33     |
| 4       | 6      | Kimi Räikkönen  | Scuderia Ferrari | 27     |
| 5       | 9      | Nick Heidfeld   | BMW Sauber       | 26     |

### Constructeurs
| Positie | Nummers | Team             | Rijders                                | Punten |
| ------- | ------- | ---------------- | -------------------------------------- | ------ |
| 1       | 1 2     | McLaren          | Fernando Alonso Lewis Hamilton         | 88     |
| 2       | 5 6     | Scuderia Ferrari | Kimi Räikkönen Felipe Massa            | 60     |
| 3       | 9 10    | BMW Sauber       | Nick Heidfeld Robert Kubica            | 38     |
| 4       | 3 4     | Renault          | Giancarlo Fisichella Heikki Kovalainen | 21     |
| 5       | 16 17   | Williams         | Nico Rosberg Alexander Wurz            | 13     |

## Statistieken
| Snelste ronde | Fernando Alonso | McLaren - Mercedes | 1:16.367 |

## Noot
- Dit was de eerste pole position en eerste Grand Prix-winst (en zodoende de eerste 'dubbel') voor Lewis Hamilton.
- Tiende snelste ronde voor Fernando Alonso.

1967 · 1968 · 1969 · 1970 · 1971 · 1972 · 1973 · 1974 · 1976 · 1977 · 1978 · 1979 · 1980 · 1981 · 1982 · 1983 · 1984 · 1985 · 1986 · 1988 · 1989 · 1990 · 1991 · 1992 · 1993 · 1994 · 1995 · 1996 · 1997 · 1998 · 1999 · 2000 · 2001 · 2002 · 2003 · 2004 · 2005 · 2006 · 2007 · 2008 · 2010 · 2011 · 2012 · 2013 · 2014 · 2015 · 2016 · 2017 · 2018 · 2019 · 2022 · 2023 · 2024 · 2025 · 2026 · 2027 · 2028 · 2029